# Dyskografia Finka
Dyskografia Finka – brytyjskiego muzyka i wokalisty, składa się z jedenastu albumów studyjnych, dwóch albumów koncertowych, trzynastu minialbumów, sześciu mixtape’ów, trzech sampli, czterdziestu dwóch singli (w tym czterech z gościnnym udziałem oraz czterech remiks singli) oraz piętnastu teledysków.
Muzyk zadebiutował minialbumem Fink Funk, wydanym 1 lipca 1997 roku. Pierwszym długogrającym albumem studyjnym wokalisty zostało wydawnictwo Fresh Produce, wydane 1 czerwca 2000 roku i promowane przez singel „Ever Since I Was a Kid It Seemed I Collected Something”. Drugi album muzyka Biscuits for Breakfast wydano 24 kwietnia 2006 roku, a na potrzeby jego promocji wydano single „Pretty Little Thing” oraz „So Long”. Pierwszy z nich dotarł do 4. miejsca listy iTunes Folk Chart.
Trzecim długogrającym wydawnictwem wokalisty został album Distance and Time, który dotarł do 139. pozycji francuskiego zestawienia prowadzonego przez Syndicat national de l'édition phonographique. Pierwszym singlem płyty został utwór „This Is the Thing”, notowany na 18. miejscu brytyjskiego zestawienia muzycznego UK Indie Breakers Chart. Kolejnymi singlami zostały utwory „Little Blue Mailbox” oraz „If Only”. Czwarty album, Sort of Revolution, powtórzył popularność poprzedniego albumu we Francji, docierając do 136. miejsca zestawienia sprzedaży. Wydawnictwo uplasowało się również na 60. pozycji holenderskiego notowania albumów MegaCharts. Album promowały utwory „Sort of Revolution” oraz „See It All”. 
Album Perfect Darkness wydany 13 czerwca 2011 roku dotarł do 6. miejsca zestawienia UK Indie Chart, zostając tym samym pierwszym wydawnictwem wokalisty notowanym w Wielkiej Brytanii. Płyta osiągnęła również 149. miejsce we francuskim zestawieniu sprzedaży oraz 32. miejsce w holenderskim. Album promował singel „Yesterday Was Hard on All of Us”, do którego teledysk wyreżyserowała Sasha Daniel. Kolejnym singlem albumu został podwójny „Perfect Darkness” / „Berlin Sunrise”, a ostatnim „Warm Shadow”, który pojawił się jako soundtrack w serialu Żywe trupy.
Największy komercyjny sukces odniósł wydany 11 lipca 2014 roku album Hard Believer, który dotarł do 3. pozycji brytyjskiego notowania UK Indie Chart oraz 14. miejsca zestawienia UK Indie Breakers Chart. Notowany był ponadto na 72. pozycji francuskiego zestawienia prowadzonego przez Syndicat national de l'édition phonographique, 8. miejscu w holenderskim notowaniu albumów MegaCharts, 21. pozycji szwajcarskiego zestawienia Schweizer Hitparade, 37. miejsca w austriackim notowaniu albumów Ö3 Austria Top 40, 25. pozycji niemieckiego zestawienia Media Control Charts oraz 45. miejsca we flandryjskim notowaniu Ultratop w Belgii. Pierwszym singlem pochodzącym z wydawnictwa został tytułowy utwór „Hard Believer”, zaś drugi, „Looking Too Closely”, notowany między innymi w Polsce na 28. miejscu Listy Przebojów Programu Trzeciego, dotarł także do 89. pozycji holenderskiego zestawienia singli. Ostatnimi singlami albumu zostały utwory „Shakespeare” oraz „Pilgrim”.
Muzyk w 2011 roku nawiązał współpracę z Professorem Greenem, z którym nagrał singel „Spinning Out”. W 2012 roku wokalista wydał album koncertowy Wheels Turn Beneath My Feet, zaś rok później wydawnictwo Fink Meets the Royal Concertgebouw Orchestra, nagrane wspólnie z Koninklijk Concertgebouworkest w Amsterdamie. W tym samym roku ukazał się również singel Close’a „Wallflower” z gościnnym udziałem wokalisty. 
W 2015 roku muzyk wydał album Horizontalism, notowany na 123. pozycji flandryjskiego zestawienia Ultratop w Belgii oraz 84. miejsca w holenderskim notowaniu albumów. Wydawnictwo, wydane nakładem własnej wytwórni płytowej R’COUP’D, promował singel „Fall Into the Light”. 5 lutego 2017 roku piosenkarz wydał utwór „Boneyard”, do którego nakręcono teledysk w reżyserii Brahma van der Hoevena oraz Boba van de Gronde. Utwór stanowił pierwszy singel promujący album Fink’s Sunday Night Blues Club, Vol. 1, którego premiera odbyła się 10 marca 2017 roku.

## Albumy studyjne
| 2000                                                    | Fresh Produce - Wydany: 1 czerwca 2000 - Wytwórnia: Ntone - Format: CD, płyta gramofonowa, digital download                               | – | –  | –  | –   | –   | –   | –  | –  | –  |
| 2006                                                    | Biscuits for Breakfast - Wydany: 24 kwietnia 2006 - Wytwórnia: Ninja Tune, Beat Records - Format: CD, płyta gramofonowa, digital download | – | –  | –  | –   | –   | –   | –  | –  | –  |
| 2007                                                    | Distance and Time - Wydany: 1 października 2007 - Wytwórnia: Ninja Tune - Format: CD, płyta gramofonowa, digital download                 | – | –  | –  | –   | –   | 139 | –  | –  | –  |
| 2009                                                    | Sort of Revolution - Wydany: 25 maja 2009 - Wytwórnia: Ninja Tune - Format: CD, płyta gramofonowa, digital download                       | – | –  | –  | –   | –   | 136 | –  | 60 | –  |
| 2011                                                    | Perfect Darkness - Wydany: 13 czerwca 2011 - Wytwórnia: Ninja Tune - Format: CD, płyta gramofonowa, digital download                      | – | 6  | –  | –   | –   | 149 | –  | 32 | –  |
| 2014                                                    | Hard Believer - Wydany: 11 lipca 2014 - Wytwórnia: Ninja Tune, R’COUP’D, Beat Records - Format: CD, płyta gramofonowa, digital download   | 3 | 14 | 37 | 45  | 61  | 72  | 25 | 8  | 21 |
| 2015                                                    | Horizontalism - Wydany: 15 maja 2015 - Wytwórnia: R’COUP’D - Format: CD, płyta gramofonowa, digital download                              | – | –  | –  | 123 | –   | –   | –  | 84 | –  |
| 2017                                                    | Fink’s Sunday Night Blues Club, Vol. 1 - Wydany: 10 marca 2017 - Wytwórnia: R’COUP’D - Format: CD, płyta gramofonowa, digital download    | – | –  | –  | 53  | 73  | –   | –  | 53 | 59 |
| 2017                                                    | Resurgam - Wydany: 15 września 2017 - Wytwórnia: R’COUP’D - Format: CD, płyta gramofonowa, digital download                               | – | –  | 39 | 72  | 165 | 171 | 84 | 39 | 39 |
| 2019                                                    | Bloom Innocent - Wydany: 25 października 2019 - Wytwórnia: R’COUP’D - Format: CD, płyta gramofonowa, digital download                     | – | –  | –  | –   | –   | –   | 95 | –  | 83 |
| 2021                                                    | IIUII (It Isn’t Until It Is) - Wydany: 20 sierpnia 2021 - Wytwórnia: R’COUP’D - Format: CD, płyta gramofonowa, digital download           | – | –  | –  | –   | –   | –   | 61 | –  | –  |
| „–” oznacza, że album nie był notowany na danej liście. | |   |    |    |     |     |     |    |    |    |

## Albumy koncertowe
| Rok                                                     | Dane dot. albumu | Najwyższe pozycje na listach | Najwyższe pozycje na listach | Najwyższe pozycje na listach |
| Rok                                                     | Dane dot. albumu | BEL (FLA)                    | BEL (WAL)                    | NLD                          |
| ------------------------------------------------------- | --- | ---------------------------- | ---------------------------- | ---------------------------- |
| 2012                                                    | Wheels Turn Beneath My Feet - Wydany: 18 września 2012 - Wytwórnia: Ninja Tune - Format: CD, digital download                                         | 156                          | –                            | –                            |
| 2013                                                    | Fink Meets the Royal Concertgebouw Orchestra - Wydany: 14 października 2013 - Wytwórnia: Ninja Tune - Format: CD, płyta gramofonowa, digital download | 159                          | 118                          | 78                           |
| „–” oznacza, że album nie był notowany na danej liście. | |                              |                              |                              |

## EP
| Rok  | Dane dot. albumu | Utwory | Źródło |
| ---- | --- | --- | ------ |
| 1997 | Fink Funk - Wydany: 1 lipca 1997 - Wydany: Ntone - Format: Płyta gramofonowa, digital download                             | - „Organ Grinder” - „Binshaker” - „Independant Introduction” - „Geiger 3” - „The Goose” | [ 1 ]  |
| 1999 | Front Side - Wydany: 1 marca 1999 - Wydany: Ntone - Format: CD, płyta gramofonowa, digital download                        | - „Tubb Journey” - „The Surgeon” - „The Fink vs. DJ Ali-Cat” - „The Chilli Mix” | [ 31 ] |
| 2006 | Live - Wydany: 2006 - Wydany: Ninja Tune - Format: Digital download                                                        | - „Biscuits” (Napster Session) - „You Gotta Choose” (Napster Session) - „Pretty Little Thing” (Napster Session) - „All Cried Out” (Napster Session)                                                         | [ 32 ] |
| 2006 | Selector & Flo Motion Sessions - Wydany: 2006 - Wydany: Ninja Tune - Format: CD                                            | - „Biscuits” - „Pretty Little Thing” - „All Cried Out” - „You Gotta Choose” - „Sorry I’m Late” - „Pills In My Pocket”                                                                                       | [ 33 ] |
| 2009 | Sort of Versions - Wydany: 19 października 2009 - Wydany: Ninja Tune - Format: CD, digital download                        | - „Maker” (Solo Acoustic) - „See It All” (Solo Acoustic) - „The Apologist” (Solo Acoustic) - „This Is the Thing” (Solo Acoustic) - „Pills In My Pocket” (Solo Acoustic) - „Q & A” (Live on Byte FM, Berlin) | [ 34 ] |
| 2010 | KCRW Presents… Fink in Session - Wydany: 19 maja 2010 - Wydany: Ninja Tune - Format: CD, digital download                  | - „This Is the Thing” - „Sort of Revolution” - „Pretty Little Thing” - „The Apologist” | [ 35 ] |
| 2011 | Dubs - Wydany: 2011 - Wytwórnia: Ninja Tune - Format: CD                                                                   | - „See It All” (Dub) - „See It All” (Emika Remix) - „Sort of Revolution” (Fink Dub) - „Q & A” (Fink Dub) - „Closing the Door” (Dub)                                                                         | [ 36 ] |
| 2014 | Hard Believer Sessions - Wydany: 13 grudnia 2014 - Wydany: R’COUP’D - Format: Digital download                             | - „Hard Believer” (KCRW, Los Angeles) - „Pilgrim” (Flux FM, Berlin) - „Looking Too Closely” (Le Mouv, Paryż) - „Sort of Revolution” (2Metre, Amsterdam)                                                     | [ 37 ] |
| 2016 | Music from Chapter One - Wydany: 14 października 2016 - Wydany: R’COUP’D - Format: Digital download                        | - „Wheels” - „Hard Believer” (Radio Edit) - „Shakespeare” (Nachbarn39) | [ 38 ] |
| 2017 | Fink’s Sunday Night Blues Dubs - Wydany: 19 maja 2017 - Wydany: R’COUP’D - Format: Digital download                        | - „Hour Golden” (FSNBDUB) - „Black Stetson” (FSNBDUB) - „Little Bump” (FSNBDUB) - „Hard to See You Happy” (FSNBDUB) - „Cold Stetson” (FSNBDUB)                                                              | [ 39 ] |
| 2017 | Resurgam Acoustic Session - Wydany: 16 listopada 2017 - Wydany: R’COUP’D - Format: Digital download                        | - „Resurgam” (A&B Acoustic Version) - „This Isn’t a Mistake” (A&B Acoustic Version) - „There’s Just Something About You” (A&B Acoustic Version) - „Divide” (A&B Acoustic Version)                           | [ 40 ] |
| 2021 | Studio Live Session - Wydany: 30 kwietnia 2021 - Wydany: Little Big Beat Studios, LoEnd Records - Format: Digital download | - „Sort of Revolution” - „Walking in the Sun” - „Berlin Sunrise” - „Warm Shadow” - „Yesterday Was Hard on All of Us” - „Wheels”                                                                             | [ 41 ] |
| 2021 | IIUII (Edits) - Wydany: 30 kwietnia 2021 - Wydany: Little Big Beat Studios, LoEnd Records - Format: Digital download       | - „Walking in the Sun” (IIUII Edit) - „Looking Too Closely” (IIUII Edit) - „Sort of Revolution” (IIUII Edit) - „Warm Shadow” (IIUII Edit)                                                                   | [ 42 ] |

## Sample
| Rok  | Dane dot. albumu | Utwory | Źródło |
| ---- | --- | --- | ------ |
| 2006 | Acoustic Soul - Wydany: 2006 - Wytwórnia: Ninja Tune - Format: CD                                                                | - „Biscuits” (Instrumental) - „Kamlyn” (Instrumental) - „Pretty Little Thing” (Instrumental) - „So Long” (Instrumental) - „El Disastro” - „All Cried Out” (Instrumental) | [ 43 ] |
| 2006 | A Selection of Tracks from Upcoming Album Biscuits for Breakfast - Wydany: 17 kwietnia 2006 - Wytwórnia: Ninja Tune - Format: CD | - „Pretty Little Thing” - „Pills In My Pocket” - „All Cried Out” - „Biscuits” - „So Long”                                                                                | [ 44 ] |
| 2006 | Biscuits For Breakfast – Radio Sampler - Wydany: 31 października 2006 - Wytwórnia: Ninja Tune - Format: CD                       | - „Pretty Little Thing” - „All Cried Out” - „Biscuits” - „All Cried Out” (Napster Session) - „You Gotta Choose” (Acoustic Version)                                       | [ 45 ] |

## Mixtape’y
| Rok  | Dane dot. albumu                                                                                | Źródło |
| ---- | ----------------------------------------------------------------------------------------------- | ------ |
| 2000 | Fink About It - Wydany: 2000 - Wytwórnia: Columbia Records - Format: CD                         | [ 46 ] |
| 2001 | Threesome - Wydany: 14 grudnia 2001 - Wytwórnia: Ninja Tune - Format: CD                        | [ 47 ] |
| 2002 | BBC Collective Ninja Special - Wydany: 2002 - Wytwórnia: Ninja Tune - Format: CD                | [ 48 ] |
| 2003 | Fink @ Watergate, Berlin - Wydany: 2003 - Wytwórnia: Ninja Tune - Format: CD                    | [ 49 ] |
| 2004 | Solid Steel China Special - Wydany: 2004 - Wytwórnia: Ninja Tune - Format: CD                   | [ 50 ] |
| 2015 | / I A / MIX 165 - Wydany: 24 lutego 2015 - Wytwórnia: Inverted Audio - Format: Digital download | [ 51 ] |

## Single
| Rok                                                      | Tytuł                                                    | Najwyższe pozycje na listach | Najwyższe pozycje na listach | Album                                  |
| Rok                                                      | Tytuł                                                    | UK Indie Bre.                | NLD                          | Album                                  |
| -------------------------------------------------------- | -------------------------------------------------------- | ---------------------------- | ---------------------------- | -------------------------------------- |
| 2000                                                     | „Ever Since I Was a Kid It Seemed I Collected Something” | –                            | –                            | Fresh Produce                          |
| 2006                                                     | „Pretty Little Thing”                                    | –                            | –                            | Biscuits for Breakfast                 |
| 2006                                                     | „So Long”                                                | –                            | –                            | Biscuits for Breakfast                 |
| 2007                                                     | „This Is the Thing”                                      | 18                           | –                            | Distance and Time                      |
| 2007                                                     | „Little Blue Mailbox”                                    | –                            | –                            | Distance and Time                      |
| 2008                                                     | „If Only”                                                | –                            | –                            | Distance and Time                      |
| 2009                                                     | „Sort of Revolution”                                     | –                            | –                            | Sort of Revolution                     |
| 2009                                                     | „See It All”                                             | –                            | –                            | Sort of Revolution                     |
| 2011                                                     | „Yesterday Was Hard on All of Us”                        | –                            | –                            | Perfect Darkness                       |
| 2011                                                     | „Perfect Darkness” / „Berlin Sunrise”                    | –                            | –                            | Perfect Darkness                       |
| 2013                                                     | „Warm Shadow”                                            | –                            | –                            | Perfect Darkness                       |
| 2014                                                     | „Hard Believer”                                          | –                            | –                            | Hard Believer                          |
| 2014                                                     | „Looking Too Closely”                                    | –                            | 89                           | Hard Believer                          |
| 2014                                                     | „Shakespeare”                                            | –                            | –                            | Hard Believer                          |
| 2015                                                     | „Pilgrim”                                                | –                            | –                            | Hard Believer                          |
| 2015                                                     | „Fall Into the Light”                                    | –                            | –                            | Horizontalism                          |
| 2015                                                     | „Too Late”                                               | –                            | –                            | Hard Believer                          |
| 2016                                                     | „Deep Calm”                                              | –                            | –                            | Hard Believer                          |
| 2017                                                     | „Boneyard”                                               | –                            | –                            | Fink’s Sunday Night Blues Club, Vol. 1 |
| 2017                                                     | „Hour Golden”                                            | –                            | –                            | Fink’s Sunday Night Blues Club, Vol. 1 |
| 2017                                                     | „She Was Right”                                          | –                            | –                            | Fink’s Sunday Night Blues Club, Vol. 1 |
| 2017                                                     | „Cracks Appear”                                          | –                            | –                            | Resurgam                               |
| 2017                                                     | „Not Everything Was Better in the Past”                  | –                            | –                            | Resurgam                               |
| 2017                                                     | „This Isn’t a Mistake”                                   | –                            | –                            | Resurgam                               |
| 2017                                                     | „Word to the Wise”                                       | –                            | –                            | Resurgam                               |
| 2019                                                     | „We Watch the Stars”                                     | –                            | –                            | Bloom Innocent                         |
| 2019                                                     | „Bloom Innocent”                                         | –                            | –                            | Bloom Innocent                         |
| 2020                                                     | „Rocking Chair” (Acoustic)                               | –                            | –                            | Bloom Innocent                         |
| 2020                                                     | „My Love’s Already There” (Acoustic)                     | –                            | –                            | Bloom Innocent                         |
| 2020                                                     | „Out Loud” (Acoustic)                                    | –                            | –                            | Bloom Innocent                         |
| 2021                                                     | „Warm Shadow” (IIUII)                                    | –                            | –                            | IIUII (It Isn’t Until It Is)           |
| 2021                                                     | „Sort of Revolution” (IIUII)                             | –                            | –                            | IIUII (It Isn’t Until It Is)           |
| 2022                                                     | „Weissensee”                                             | –                            | –                            | –                                      |
| 2022                                                     | „Four Books”                                             | –                            | –                            | –                                      |
| „–” oznacza, że singel nie był notowany na danej liście. |                                                          |                              |                              |                                        |

### Z gościnnym udziałem
| Rok  | Tytuł                                                               | Album                 | Źródło |
| ---- | ------------------------------------------------------------------- | --------------------- | ------ |
| 2005 | „Dead Man” (Nitin Sawhney feat. Fink, Jayanta Bose, Reena Bhardwaj) | Philtre               | [ 52 ] |
| 2011 | „Spinning Out” (Professor Green feat. Fink)                         | At Your Inconvenience | [ 25 ] |
| 2013 | „Wallflower” (Close feat. Fink)                                     | Getting Closer        | [ 27 ] |
| 2017 | „Certain Angles” (DJ Tennis feat. Fink)                             | DJ-Kicks              | [ 53 ] |

### Remiks single
| Rok  | Tytuł                                                                         | Źródło |
| ---- | ----------------------------------------------------------------------------- | ------ |
| 2009 | „Sort of Revolution” (The Cinematic Orchestra Remix)                          | [ 54 ] |
| 2011 | „Move on Me” (Marcus Worgull Remix)                                           | [ 55 ] |
| 2015 | „Pilgrim” (Remixes)                                                           | [ 56 ] |
| 2015 | „Fall Into the Light” (Margaret Dygas Remix) / „Pilgrim” (Paula Temple Remix) | [ 57 ] |

## Wywiady
| Rok  | Tytuł                                                                                            | Źródło |
| ---- | ------------------------------------------------------------------------------------------------ | ------ |
| 2015 | RA.EX256 Fink - Wydany: 25 czerwca 2015 - Wytwórnia: Resident Advisor - Format: Digital download | [ 58 ] |

## Współpraca muzyczna
| Rok  | Tytuł                          | Artysta                       | Album                                    | Uwagi                                |
| ---- | ------------------------------ | ----------------------------- | ---------------------------------------- | ------------------------------------ |
| 1993 | „No Idea”                      | Bum                           | Wanna Smash Sensation!                   | Gitara                               |
| 1998 | „Drinking in L.A.”             | Bran Van 3000                 | –                                        | Remiks                               |
| 1998 | „Prayer” / „Salvation”         | Ryūichi Sakamoto              | –                                        | Remiks                               |
| 2000 | „We Are Ninja”                 | Frank Chickens                | –                                        | Remiks                               |
| 2000 | „Mad About You”                | Hooverphonic                  | –                                        | Produkcja, remiks                    |
| 2001 | „Doctor Spin”                  | Martin Taylor                 | Nitelife                                 | Programowanie                        |
| 2001 | „What’s That You Do”           | Soul Electric & George Sueref | –                                        | Remiks                               |
| 2001 | „The Conversationalist”        | Blu Mar Ten                   | –                                        | Remiks                               |
| 2002 | „Coming Second”                | Elbow                         | –                                        | Produkcja, remiks                    |
| 2003 | „The Date”                     | Blu Mar Ten                   | The Six Million Names of God             | Współprodukcja, featuring            |
| 2003 | „Sound of Today”               | Sideshow                      | –                                        | Prezentacja                          |
| 2004 | „We Don’t Know How”            | Faze Action                   | –                                        | Remiks                               |
| 2004 | „Prophesy”                     | Nitin Sawhney                 | –                                        | Remiks                               |
| 2004 | „Seasons”                      | Boheme                        | –                                        | Remiks                               |
| 2004 | „For Your Love”                | Ram                           | –                                        | Remiks                               |
| 2005 | „Everything”                   | Nitin Sawhney                 | Philtre                                  | Wokal wspierający                    |
| 2005 | „Dead Man”                     | Nitin Sawhney                 | Philtre                                  | Wokal wspierający                    |
| 2005 | „Rag Doll”                     | Nitin Sawhney                 | Philtre                                  | Wokal wspierający                    |
| 2005 | „Pass Me By”                   | Lizzy Parks                   | Watching Space                           | Tekst                                |
| 2005 | „Change Is Made”               | Lizzy Parks                   | Watching Space                           | Tekst                                |
| 2005 | „Blackstone Rock”              | Quantic                       | –                                        | Produkcja, remiks                    |
| 2005 | „Tic Toc”                      | Will Saul                     | Space Between                            | Gitara, perkusja                     |
| 2005 | „Fast Lane”                    | Will Saul                     | –                                        | Remiks                               |
| 2006 | „Alone Again”                  | Majestic 12                   | –                                        | Remiks                               |
| 2006 | „If You Stayed Over”           | Bonobo                        | Days to Come                             | Tekst, featuring                     |
| 2007 | „Nightless Night”              | Husky Rescue                  | –                                        | Remiks                               |
| 2007 | „Cloud Nine”                   | Pet                           | –                                        | Remiks                               |
| 2008 | „Green Light”                  | John Legend                   | Evolver                                  | Tekst, współprodukcja                |
| 2008 | „Set Me Free”                  | John Legend                   | Evolver                                  | Tekst, współprodukcja                |
| 2008 | „Morning Light”                | Hardkandy                     | Second to None                           | Gitara, muzyka                       |
| 2008 | „Scum”                         | Hardkandy                     | Second to None                           | Gitara, muzyka                       |
| 2008 | „Take It Easy Brother Charles” | Jorge Ben                     | –                                        | Remiks                               |
| 2009 | „Amiss”                        | The Long Lost                 | –                                        | Remiks                               |
| 2010 | „Far Closer”                   | Andreya Triana                | Lost Where I Belong                      | Tekst, gitara                        |
| 2010 | „Lost Where I Belong”          | Andreya Triana                | Lost Where I Belong                      | Tekst, gitara                        |
| 2010 | „Closing the Door”             | Professor Green               | Alive Till I’m Dead                      | Produkcja, featuring                 |
| 2010 | „Sort of Revolution”           | Richard Lann                  | –                                        | Tekst                                |
| 2011 | „The Turn”                     | Fredo Viola                   | –                                        | Remiks                               |
| 2011 | „Half Time”                    | Amy Winehouse                 | Lioness: Hidden Treasures                | Tekst                                |
| 2011 | „You’ll Get Nothing”           | The Bottletop Band            | Dream Service                            | Featuring                            |
| 2011 | „Spinning Out”                 | Professor Green               | At Your Inconvenience                    | Featuring                            |
| 2011 | „Tears and Sparks”             | Lowb                          | Leap and the Net Will Appear             | Gitara                               |
| 2011 | „If Only”                      | Chagall                       | Chagall                                  | Tekst, muzyka                        |
| 2012 | „Attendons les secours”        | Benjamin Paulin               | 2                                        | Gitara                               |
| 2013 | „Wallflower”                   | Close                         | Getting Closer                           | Featuring                            |
| 2013 | „Brave Face”                   | Josh Kumra                    | Good Things Come to Those Who Don’t Wait | Produkcja                            |
| 2013 | „Waiting for You”              | Josh Kumra                    | Good Things Come to Those Who Don’t Wait | Produkcja, gitara, wokal wspierający |
| 2013 | „Professional”                 | The Weeknd                    | Kiss Land                                | Tekst                                |
| 2013 | „It’s All Over Your Body”      | José James                    | No Beginning No End                      | Muzyka                               |
| 2013 | „No Beginning No End”          | José James                    | No Beginning No End                      | Muzyka                               |
| 2014 | „No Love Lost”                 | Close & Second Storey         | No Love Lost EP                          | Tekst, produkcja                     |
| 2014 | „I Wanna Run”                  | Ki:Theory                     | Kitty Hawk                               | Remiks                               |
| 2014 | „My Boy”                       | Phillip Phillips              | Behind the Light                         | Tekst                                |
| 2015 | „Ain’t No More Flowers”        | Deadbeat                      | Walls and Dimensions                     | Wokal                                |
| 2016 | „One On One”                   | &Me                           | –                                        | Featuring, remiks                    |
| 2016 | „Islander”                     | Grasscut                      | Everyone Was A Bird – Remixed            | Remiks                               |
| 2016 | „Cayute Woman”                 | Maggie Koerner                | Dig Down Deep EP                         | Produkcja                            |
| 2016 | „1Dig Down Deep”               | Maggie Koerner                | Dig Down Deep (Fink Tape Remix)          | Remiks                               |
| 2017 | „Sublime”                      | Paola Turci                   | Il secondo cuore                         | Produkcja                            |
| 2018 | „Broad Horizons”               | Marcus Worgull                | Broad Horizons                           | Tekst                                |
| 2018 | „My Way”                       | Sasha                         | Fabric 99                                | Produkcja                            |
| 2018 | „Until Tomorrow”               | Charlie Winston               | Square 1                                 | Tekst, muzyka                        |
| 2019 | „Shadow”                       | Remy                          | Shadows                                  | Featuring                            |
| 2021 | „Covering Your Tracks”         | Jordan Rakei                  | LateNightTales                           | Wokal                                |
| 2021 | „Mad About You”                | Hooverphonic                  | The Magnificent Tree Remixes             | Remiks                               |

## Teledyski
| Rok  | Tytuł                             | Reżyser                                 |
| ---- | --------------------------------- | --------------------------------------- |
| 2007 | „This Is the Thing”               | Keith McCarthy                          |
| 2009 | „Sort of Revolution”              | Ninja Tune                              |
| 2012 | „Yesterday Was Hard on All of Us” | Sasha Daniel                            |
| 2014 | „Looking Too Closely”             | Joffrey Jans, Kai Kurve                 |
| 2014 | „Shakespeare”                     | Oliver Murray                           |
| 2015 | „Pilgrim”                         | Alex Flach                              |
| 2015 | „Fall Into the Light”             | Mentrix                                 |
| 2015 | „Too Late”                        | Tommy N Lance, Eyeforce                 |
| 2017 | „Boneyard”                        | Brahm van der Hoeven, Bob van de Gronde |
| 2017 | „This Isn’t a Mistake”            | Tommy N Lance                           |
| 2017 | „Word to the Wise”                | Brand New History                       |
| 2019 | „We Watch the Stars”              | Knorth Studios                          |
| 2019 | „Bloom Innocent”                  | Knorth Studios                          |
| 2021 | „My Love’s Already There”         | Mentrix, Fink                           |
| 2021 | „Sort of Revolution” (IIUII)      | Tommy N Lance                           |